# Batalla del Cerro Gavilán
El Combate del Cerro Gavilán fue una batalla de la Patria Nueva chilena, llevada a cabo entre realistas españoles y el Ejército Unido Libertador de Chile —coalición del Ejército de los Andes y cuerpos milicianos chilenos— en los suburbios de Concepción el 5 de mayo de 1817.

## Historia

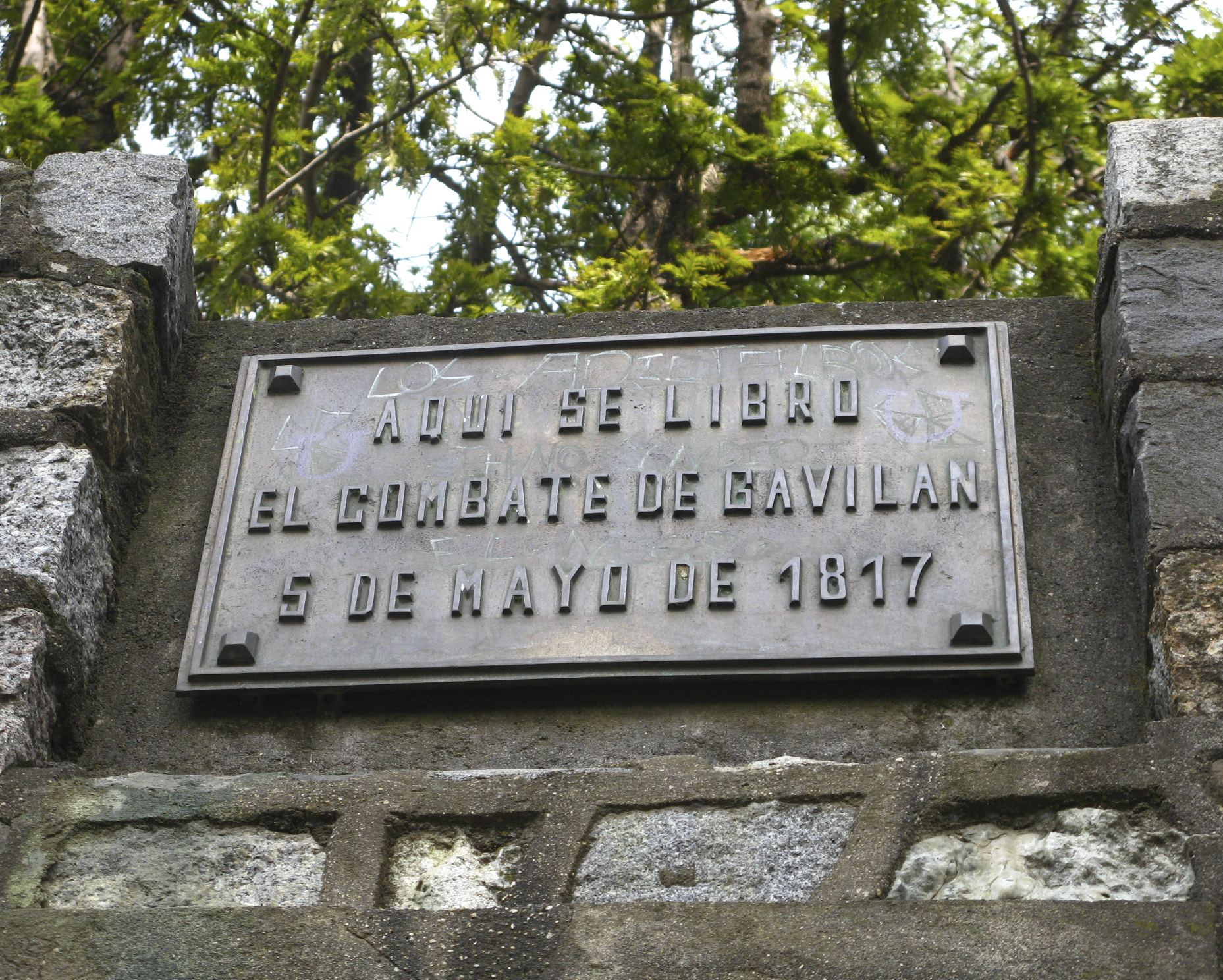
Placa conmemorativa de la Batalla del Cerro Gavilán en el Cerro Amarillo de Concepción.

Las fuerzas del Ejército Unido estaban comandadas por el brigadier Juan Gregorio Las Heras, en tanto que las fuerzas realistas eran comandadas por el General en jefe del ejército español, José Ordóñez.
Las Heras había tomado posiciones en este pequeño cerro y sabiendo que Ordóñez había pedido refuerzos para atacarlo, solicitó ayuda al director supremo O'Higgins. Los refuerzos, en número de 800 hombres, fueron despachados hacia Concepción el 10 de abril.
El general Ordóñez, para evitar que el brigadier Las Heras fuera reforzado, intentó un ataque suicida, saltando las posiciones patriotas. El 5 de mayo atacó, pero este combate se resolvió en una derrota de Ordóñez, quien se vio obligado a retirarse a Talcahuano.

### Actualidad
En el lugar donde se libró la batalla, llamado Cerro Amarillo, actualmente existe un monumento conmemorativo hecho en bronce de 60x40 cm.